# 萨鲁耶
萨鲁耶（法語：Sarrouilles，法語發音：[saʁuj]）是法国上比利牛斯省的一个市镇，位于该省中部偏西北，属于塔布区。

## 地理
萨鲁耶（43°13'50"N, 0°7'42"E）面积4.21 平方千米，位于法国奧克西塔尼大區上比利牛斯省，该省份为法国西南部内陆省份，北至热尔省，西接大西洋比利牛斯省，南与西班牙接壤，东临上加龙省。
与萨鲁耶接壤的市镇（或旧市镇、城区）包括：欧雷扬、巴尔巴藏代巴、布兰、拉斯拉德、塞梅阿克、苏约。

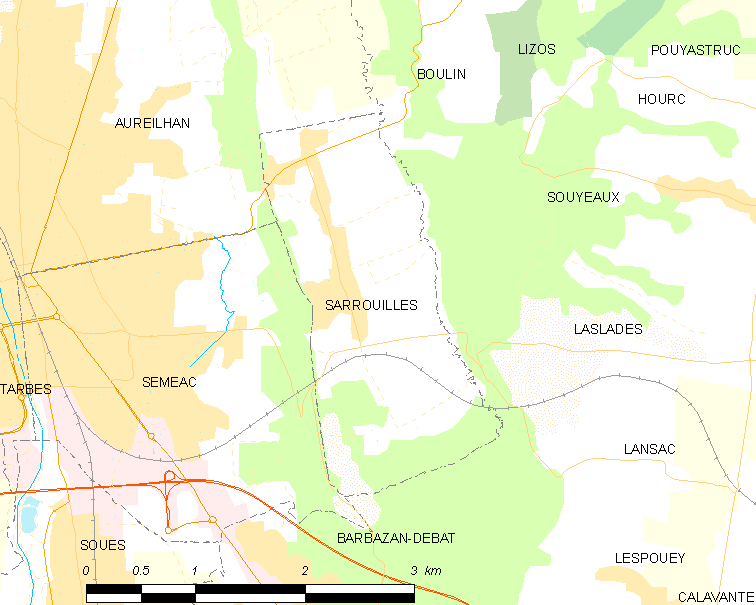
萨鲁耶的OSM定位图

萨鲁耶的时区为UTC+01:00、UTC+02:00（夏令时）。

## 行政
萨鲁耶的邮政编码为65600，INSEE市镇编码为65410。

## 政治
萨鲁耶所属的省级选区为中阿杜尔县。

## 人口

1962-2008年间萨鲁耶人口变化图示

萨鲁耶于2022年1月1日时的人口数量为541人。